# 木瓣树
木瓣树（学名：Xylopia vielana）是番荔枝科木瓣树属的植物。分布在柬埔寨、越南以及中国大陆的广西等地，多生长在山地林中，目前尚未由人工引种栽培。